# Multitaper
Pour les articles homonymes, voir filtre.

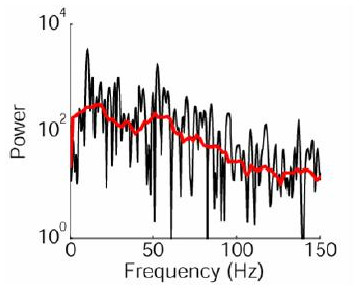
Comparaison entre un periodogramme (en noir) de mesures par essai unique (single trial) de potentiel de champ local (LFP) et son estimation par filtre multitaper (en rouge). Neuf tapers ont été utilisés pour cette estimation.

Les filtres de type multitaper sont utilisés pour réaliser des estimations spectrales en traitement statistique du signal. Le terme de taper désigne une  fenêtre de pondération : dans l'approche multitaper, c'est une séquence de fenêtres orthogonales qui est appliquée aux données de la série étudiée, afin de réduire les effets de bruits. Un exemple de séquence, dite « de Slepian », est la séquence discrète de sphéroïdes prolates.
Cette technique a été introduite par David J. Thomson, si bien qu'on parle parfois de Thomson multitaper method.